# Камень Инга
Камень Инга (Pedra do Ingá) находится в средней части реки Инга недалеко от небольшого города Инга, в 96 км от Жуан-Пессоа, в штате Параиба на северо-востоке Бразилии.
Камень Инга также имеет более длинное название, Итакоатиара-ду-Инга. Слово Ита означает «камень» на языке тупи — туземцев, живших в этом районе.
Камень представляет собой скальное образование из гнейса площадью около 250 м 2 , длиной 46 м и высотой 3,8 м. На камне вырезаны рельефные фигуры, предположительно животные, фрукты и астрономические объекты, такие, как созвездие Ориона и Млечный Путь.
Памятник не охраняется, в связи с чем ему постоянно угрожают повреждения со стороны самовольных «охотников за древностями» и вандалов.

## Археоастрономическая гипотеза
Существует гипотеза, придающая петроглифам Инга исключительное значение с археоастрономической точки зрения. В 1976 году испанский инженер Франсиско Павия Алемани начал математическое исследование этого археологического памятника. Первые результаты были опубликованы в 1986 г. Институтом археологии Бразилии (Pavía Alemany F. 1986). Он выявил на камне Инга ряд «чаш» и ещё один петроглиф, выгравированный на вертикальной поверхности стены, которые образовывали «солнечный календарь», на который гномон проецировал тень первых солнечных лучей каждого дня. В 2005 г. Agrupación Astronómica de la Safor опубликовала резюме этой работы в своем официальном бюллетене Huygens № 53 (Pavía Alemany F. 2005).
Позже Ф. Павия продолжил исследование, сосредоточившись на этот раз на серии знаков, выгравированных на каменистой поверхности, которые он интерпретировал как большое количество «звёзд», сгруппированных в «созвездия». По его мнению, комбинация «чаш» и «созвездий» на камне говорит о его археоастрономическом значении.
В 2006 году египтолог и археоастроном Хосе Лулль опубликовал под своей редакцией сборник Trabajos de Arqueoastronomía. Ejemplos de Africa, America, Europe y Oceania из тринадцати статей, написанных археоастрономами, где рассматривается и камень Инга.

## Список используемой литературы
- Pavía, Alemany F. (1986): El Calendario solar Da pedra de Ingá. Una hipótesis de trabajo[2]". Boletim serie ensayos nov/86. Instituto de Arqueología Brasileira. Río de Janeiro.
- Pavía, Alemany F. (2005): La Itacoatiara de Ingá, un registro astronómico. Huygens Nº 53. Agrupación Astronómica de la Safor.
- Trabajos de Arqueoastronomía: Ejemplos de África, América, Europa y Oceanía.